# Ophiacantha setosa
Espèce
Ophiacantha setosa est une espèce d'ophiures de la famille des Ophiacanthidae.

## Description
C'est une petite ophiure protégée par de longs piquants échinulés, dont le disque atteint au maximum 1,2 cm, et les bras au maximum une dizaine de centimètres. Les bras, grêles et fragiles, sont constitués de vertèbres bien séparées et alternant entre le noir et le blanc. Ils sont hérissés sur chaque segment de 7 ou 8 longs piquants cristallins perpendiculaires, minces et creux (et ne donnant pas l'aspect « touffu » qu'on note chez Ophiothrix fragilis). Les plaques brachiales dorsales sont triangulaires et bombées, et les ventrales pentagonales.
Les boucliers radiaux se prolongent vers le centre du disque en côtes étroites et proéminentes, munies de granules rugueux. Les papilles buccales sont coniques et pointues, et les latérales sont au nombre de 3 ou 4.
On la trouve fréquemment associée aux gorgones.

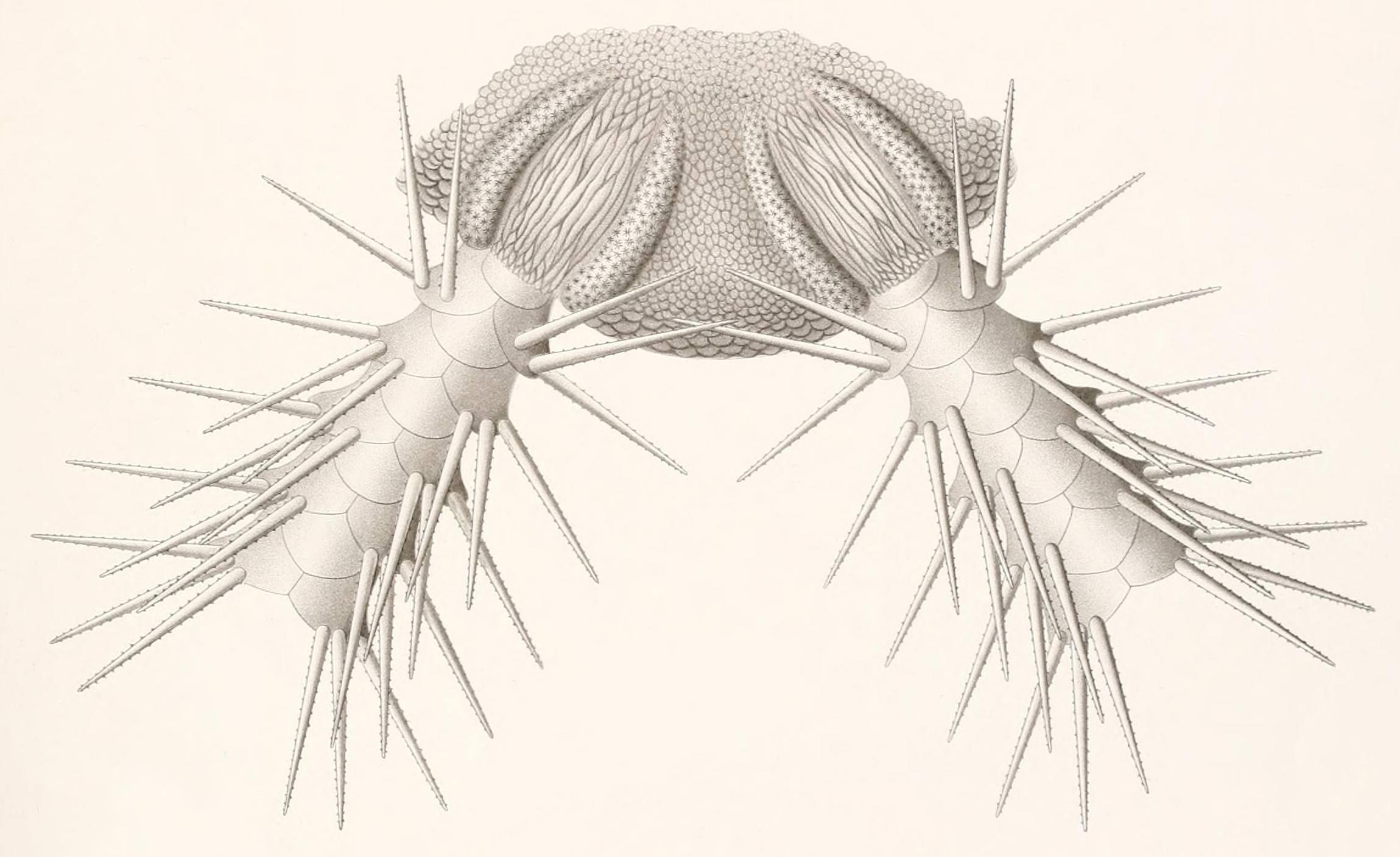
Dessins de René Koehler, 1898.
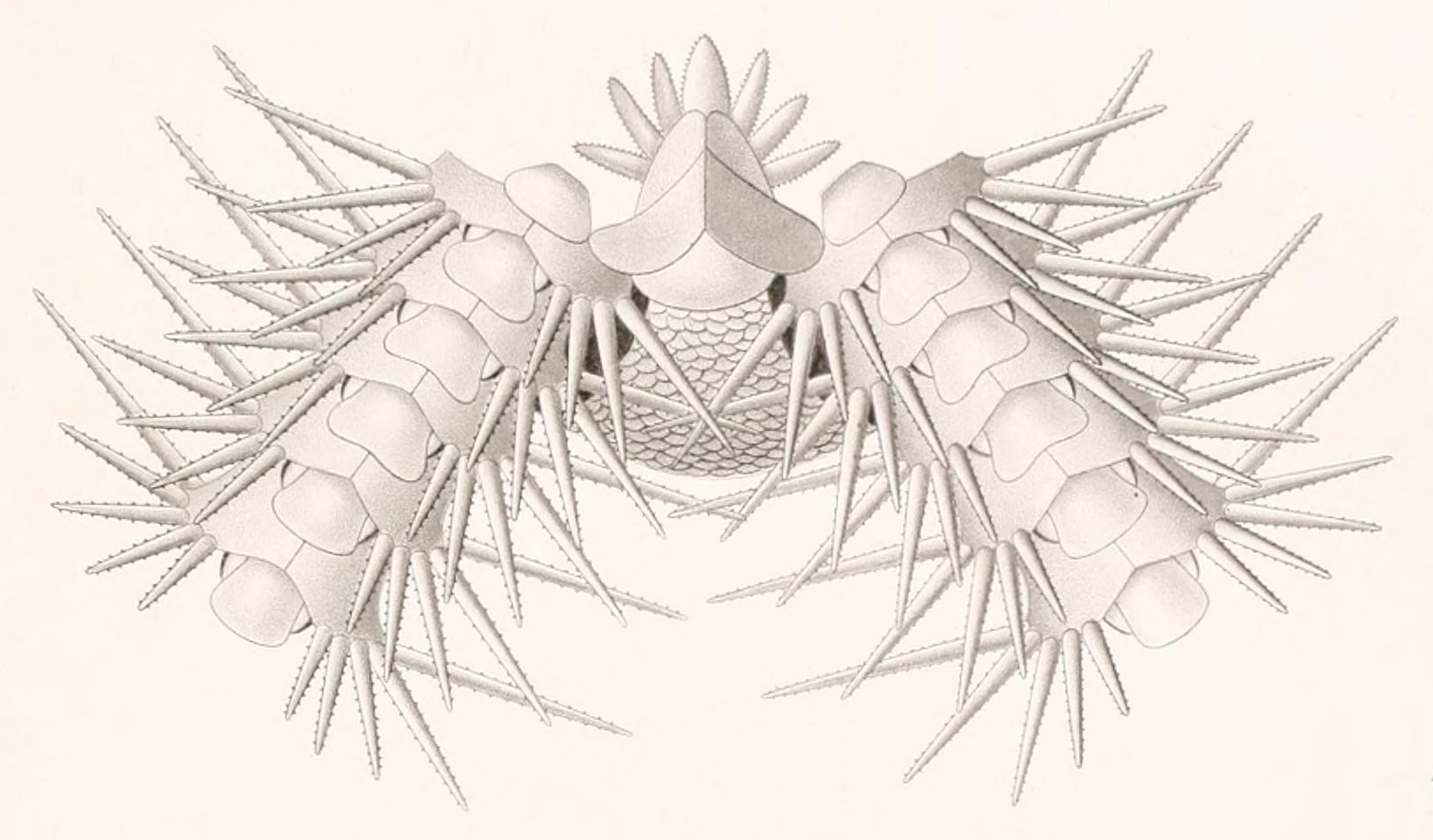

## Habitat et répartition
Cette espèce semble vivre en association avec les gorgones comme Paramuricea clavata, dont elle partage peut-être la gamme de profondeur.
On la trouve en Méditerranée occidentale et en Atlantique est.

## Systématique
Le nom valide complet (avec auteur) de ce taxon est Ophiacantha setosa (Bruzelius (d), 1805).
Ophiacantha setosa a pour synonymes :
- Asterias setosa Bruzelius, 1805
- Ophiacantha scabra M. Sars, 1859
- Ophiolimna setosa (Bruzelius, 1805)
- Ophiura rosularia Grube
- Ophiura setosa Bruzelius, 1805

## Publication originale
- (la) N. Bruzelius, 1805, Dissertatio sistens species cognitas asteriarum, quamr. sub praesidio A.J. Retzii. exhibet N. Bruzelius, Lundae (formerly know as Retzius, R.J.), p.30 (lire en ligne)